# Floresta de Paimpont
A Floresta de Paimpont (em francês: Forêt de Paimpont, em bretão: Koad Pempont), também conhecida como Floresta de Brocéliande, é uma floresta temperada localizada ao redor do vilarejo de Paimpont, no departamento de Ille-et-Vilaine, na Bretanha, França. Cobrindo uma área de 9 000 hectares, ela faz parte de uma área florestal maior que abrange os departamentos vizinhos de Morbihan e Côtes-d'Armor. Ela contém os castelos Château de Comper e Château de Trécesson, bem como as Forjas de Paimpont, um local histórico nacional. Tem sido associada à floresta de Brocéliande e a muitos locais da lenda arturiana, incluindo o Vale Sem Retorno, a tumba de Merlin e a fonte de Barenton.

## Geografia e ecossistema

Um mapa da floresta

A floresta está localizada na região noroeste da França, na Bretanha, a cerca de 30 km a sudoeste da cidade de Rennes. Ocupa principalmente o território da comuna de Paimpont, mas se estende às comunas vizinhas no departamento de Ille-et-Vilaine, principalmente Guer e Beignon no sul, Saint-Péran no nordeste e Concoret no norte.
A floresta ao redor de Paimpont é o que restou de uma floresta mais densa e muito maior. Trata-se principalmente de uma floresta de folhas largas, em sua maioria carvalhos e faias, com áreas de coníferas no interior após o corte raso ou na periferia como uma transição para a charneca, por exemplo, em direção ao oeste na área de Tréhorenteuc e Val sans retour (Vale sem Retorno). A altitude relativa do maciço florestal ajuda a produzir um clima próximo ao clima oceânico da costa do Finistère. Isso, além dos ventos do oeste e do sudoeste que carregam nuvens e chuva, sustenta uma ampla vegetação. O excesso de água alimenta os muitos riachos nos fundos dos pequenos vales antes de fluir para o rio Aff, depois para o Vilaine e para a área ao redor de Redon, no sul de Ille-et-Vilaine.
A estrada de Forges a Concoret, que segue para o norte por Paimpont, separa a "floresta alta" ocidental (haute forêt) e a "floresta baixa" oriental, ambas de tamanho comparável. Na floresta alta, a altitude diminui regularmente do ponto mais alto para 258 m, oferecendo regularmente vistas para o sudoeste, em direção ao departamento de Morbihan; da mesma forma, ao norte, há vistas para a comuna de Mauron, na borda de Côtes-d'Armor.

## História
A Floresta de Paimpont era conhecida como Brocélien no século XV. Em bretão, era chamada de Brec'Helean. Ela foi repetidamente derrubada para atender às necessidades de construção da cidade de Rennes, especialmente no século XV. Devido à sua importância, a floresta foi colocada sob jurisdição real.
As forjas de Paimpont foram as mais importantes forjas movidas a madeira da Bretanha, operando do século XVI até o final do século XIX. Sua localização foi possibilitada pela proximidade de um depósito a céu aberto de minério de ferro em Gelée (um local próximo ao vilarejo de Paimpont), pela existência de um grande sistema fluvial e pelo fácil fornecimento de carvão vegetal produzido localmente. A floresta foi superexplorada para atender às necessidades das forjas.
Durante a Revolução Francesa, a abolição da proteção desencadeou o corte massivo da floresta, pois a madeira era excessivamente explorada para alimentar os altos-fornos da indústria local, que usava carvão vegetal. Em 1804, o prefeito do departamento escreveu que a floresta em Paimpont estava em um estado de degradação e ameaçada de destruição completa.
Em 1875, a floresta foi comprada do Príncipe Filipe, pelo armador e industrial Louis Levesque, para descanso e lazer. O novo proprietário criou o Domaine de Paimpont e organizou caçadas de javalis e veados. A exploração da floresta pela população local era limitada a licenças e à supervisão de guardas florestais particulares. Entre as duas Guerras Mundiais, a floresta fazia parte dos campos de caça do Duque de Westminster.
Durante a Primeira Guerra Mundial, a floresta, privada da maioria de seus guardas, foi afetada por grandes incêndios de origem desconhecida. Na Segunda Guerra Mundial, paraquedistas do 1.º Regimento de Infantaria Paraquedista dos Fuzileiros Navais da França Livre foram lançados para se juntar aos partidários das Forças Francesas do Interior (FFI) na floresta com a missão de atrasar os reforços alemães como parte dos desembarques na Normandia em 1944. Na década de 1990, um projeto de barragem no Aff para o abastecimento de água da região de Rennes causou polêmica e protestos antes de ser abandonado.
A floresta passou por muitos incêndios desde o início do século XX. Em setembro de 1990, um grande incêndio devastou 450 hectares da floresta de Paimpont, especialmente a área do Val sans retour, com intensidade durante cinco dias. Posteriormente, de 1991 a 1992, milhares de voluntários plantaram mais de meio milhão de novas árvores. Outros grandes incêndios ocorreram em 1955, 1984, 2003 e, em especial, em 1976, quando um incêndio devastou mil hectares. Outro incêndio de grandes proporções (precedido por um incêndio menor iniciado por um homem que queimava ilegalmente resíduos de jardim dois meses antes) ocorreu durante três dias em agosto de 2022 como parte dos incêndios florestais europeus de 2022, que destruíram completamente quase 400 hectares de florestas e pântanos e danificaram cerca de 230 outros.

## Dias atuais

### Gerenciamento da floresta
A floresta é uma área natural de interesse ecológico, faunístico e florístico (ZNIEFF) e Natura 2000. Em sua maior parte, é propriedade privada de proprietários de terras que a mantêm e a exploram para madeira e caça; apenas uma pequena parte no nordeste (10%) é de propriedade do Estado e gerenciada pelo Escritório Nacional de Florestas (ONF). Essa situação impede a livre circulação na floresta, mesmo nos arredores da aldeia e de seu lago. No entanto, os proprietários de terras assinaram um acordo que autoriza caminhadas, embora algumas trilhas da floresta sejam fechadas durante a temporada de caça. Os guardas florestais observam comportamentos que ameaçam a floresta e sua flora e fauna.

### Turismo e lendas

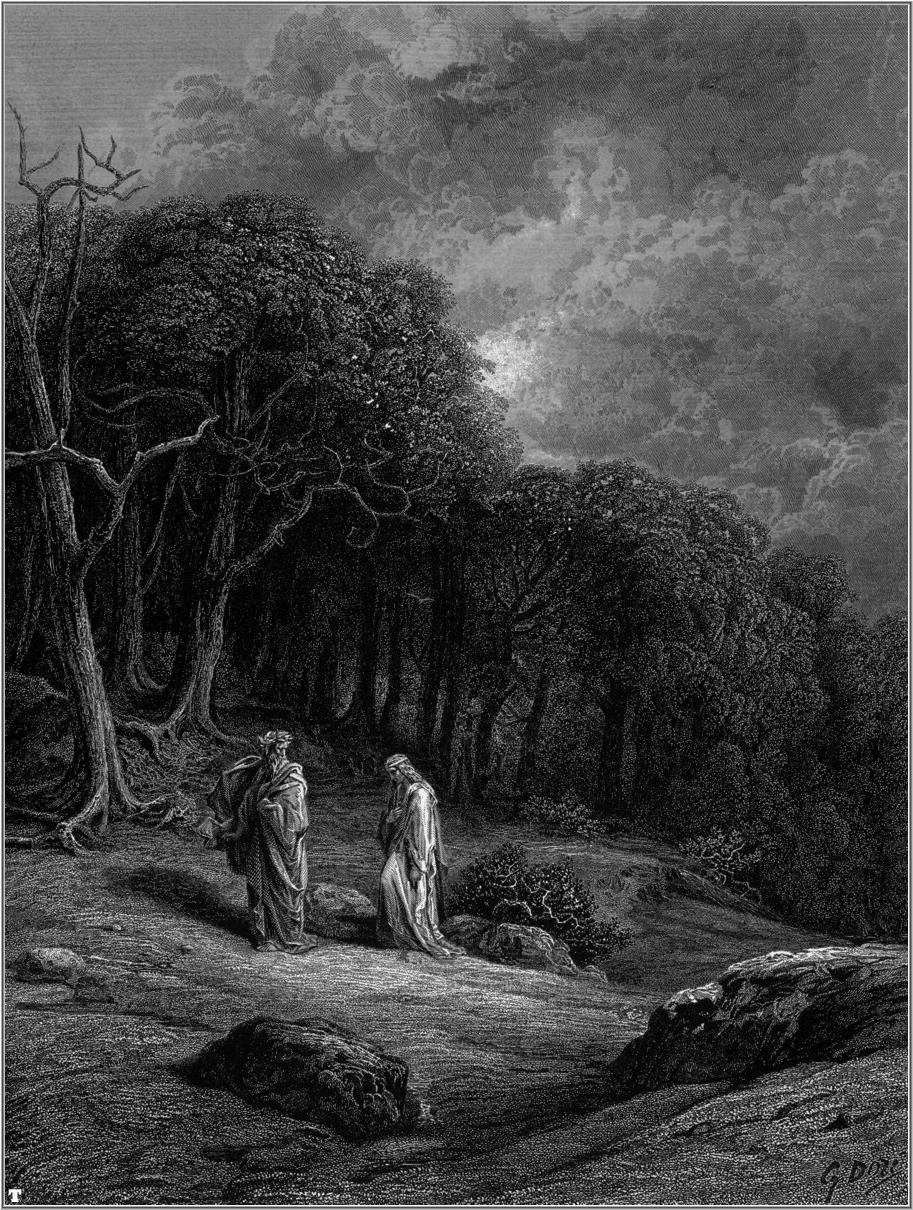
Merlin e Viviane entram em Brocéliande na ilustração de Gustave Doré para Idílios do rei (1868)

A floresta de Paimpont se beneficia de sua associação, desde o século XIII, com a lendária floresta de Brocéliande, que se tornou o local de muitas histórias da lenda arturiana na tradição romântica francesa. A identificação com Brocéliande foi institucionalizada com a criação da Communauté de Communes de Brocéliande, que foi reagrupada em uma estrutura supra-intercomunal chamada Pays de Brocéliande.
A área é um local de destino turístico desde o século XIX, especialmente depois de 1945. Desde 1951, os seguidores do neodruidismo também se reúnem lá periodicamente, inclusive em cerimônias organizadas. Os locais de Paimpont são implementados por meio de placas e trilhas de pedestres projetadas para apresentar aos visitantes os locais arturianos, com painéis explicativos que ligam cada local a um conto lendário.

## Locais e lendas

### Locais de construção

#### Abadia de Notre-Dame

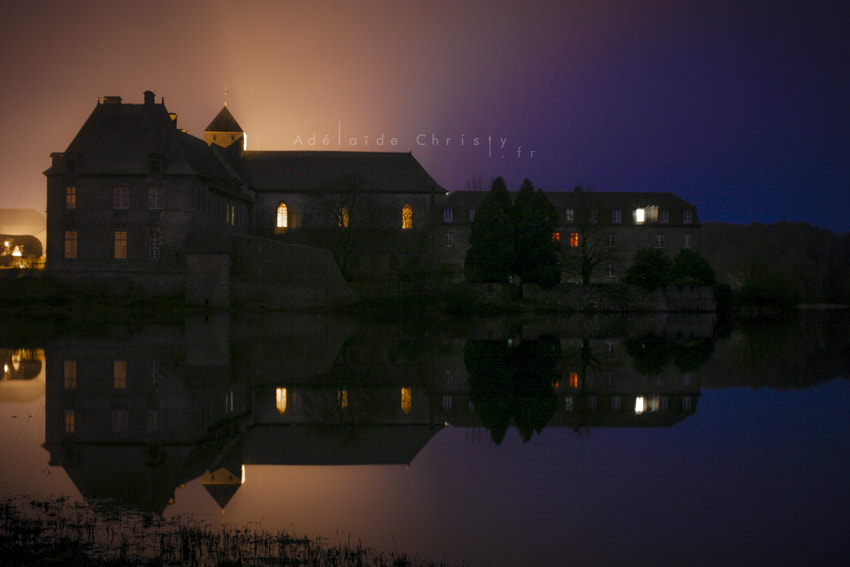
Abadia Notre-Dame de Paimpont em 2014

A Abadia Notre-Dame de Paimpont é um local turístico e cultural às margens do Lago Paimpont. Foi construída em estilo gótico medieval (paredes, aberturas, batistério e capela do Santíssimo Sacramento, abóbada) com um interior (púlpito, estátuas, altares, retábulos) em estilo barroco do século XVII.
A abadia foi construída no século XIII no local de um priorado fundado em 645 por Judicael, rei de Domnonée. Originalmente, era um mosteiro beneditino, mas foi habitada por cônegos do século XIII até a Revolução, quando a abadia foi nacionalizada e vendida como biens nationaux (propriedades confiscadas durante a Revolução Francesa) em 1790.

#### Forjas de Paimpont

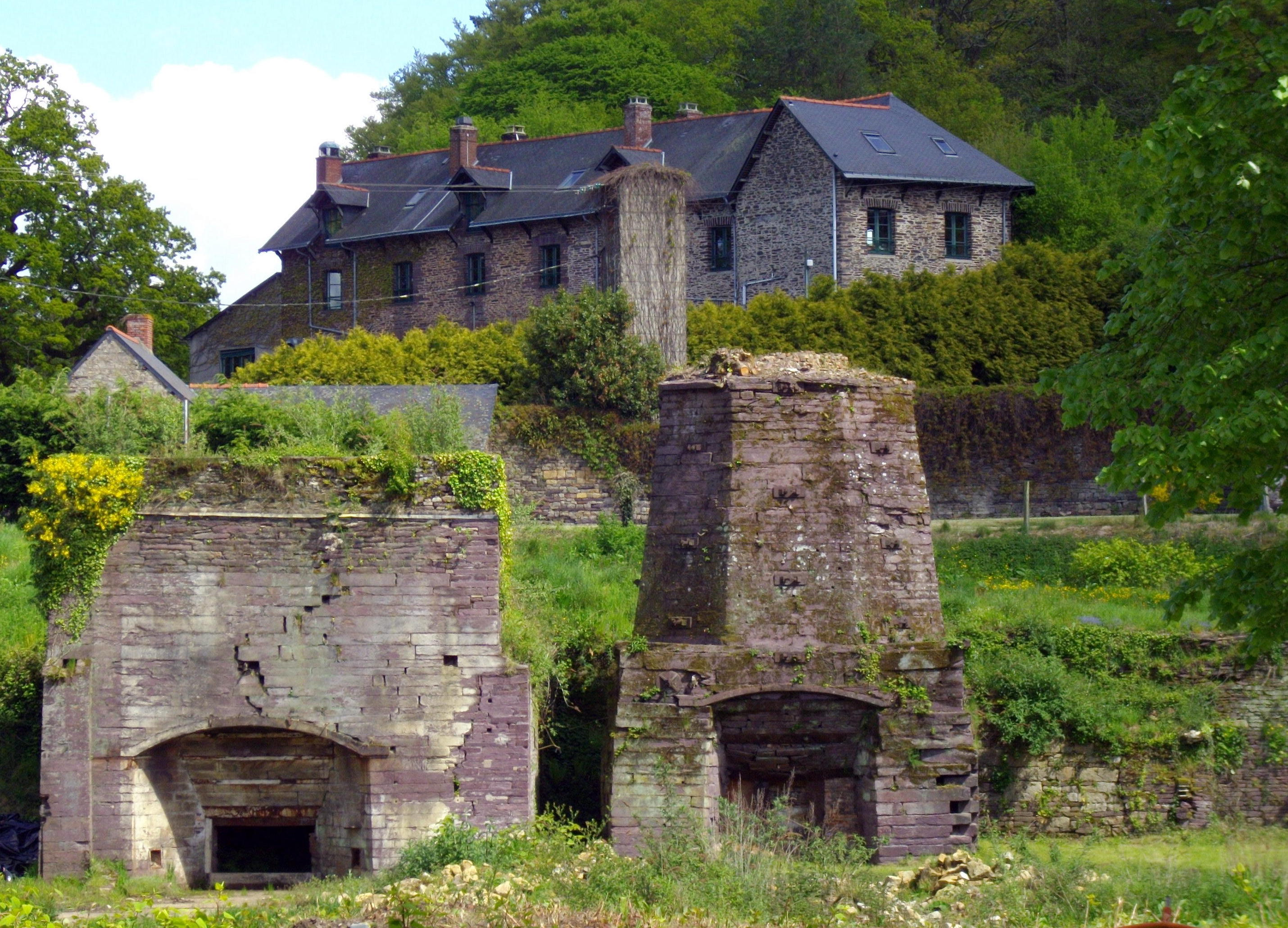
Forges de Paimpont em 2008

Esse local industrial histórico está listado como monumento histórico desde 2001, e foi restaurado antes de ser aberto ao público. Localizado em Ille-et-Vilaine, ele está, na verdade, mais próximo de Plélan-le-Grand do que de Paimpont.

#### Château de Comper
O Château de Comper é um antigo castelo e mansão localizado na parte norte da floresta, a dois quilômetros a leste da vila de Concoret. Desde o século XIII, Comper tem sido uma das posições mais fortes da Bretanha Superior. O castelo foi palco de muitas lutas, inclusive sendo seriamente danificado pelo fogo em tumultos fora de controle na floresta durante a Revolução de 1790, e passou para as mãos de várias famílias. A mansão no local agora abriga as exposições do Centre de l'Imaginaire Arthurien (Centro da Imaginação Arturiana). Ao lado, há um lago onde, de acordo com uma lenda local, a Dama do Lago Viviane vivia em seu palácio de cristal subaquático.

#### Château de Trécesson

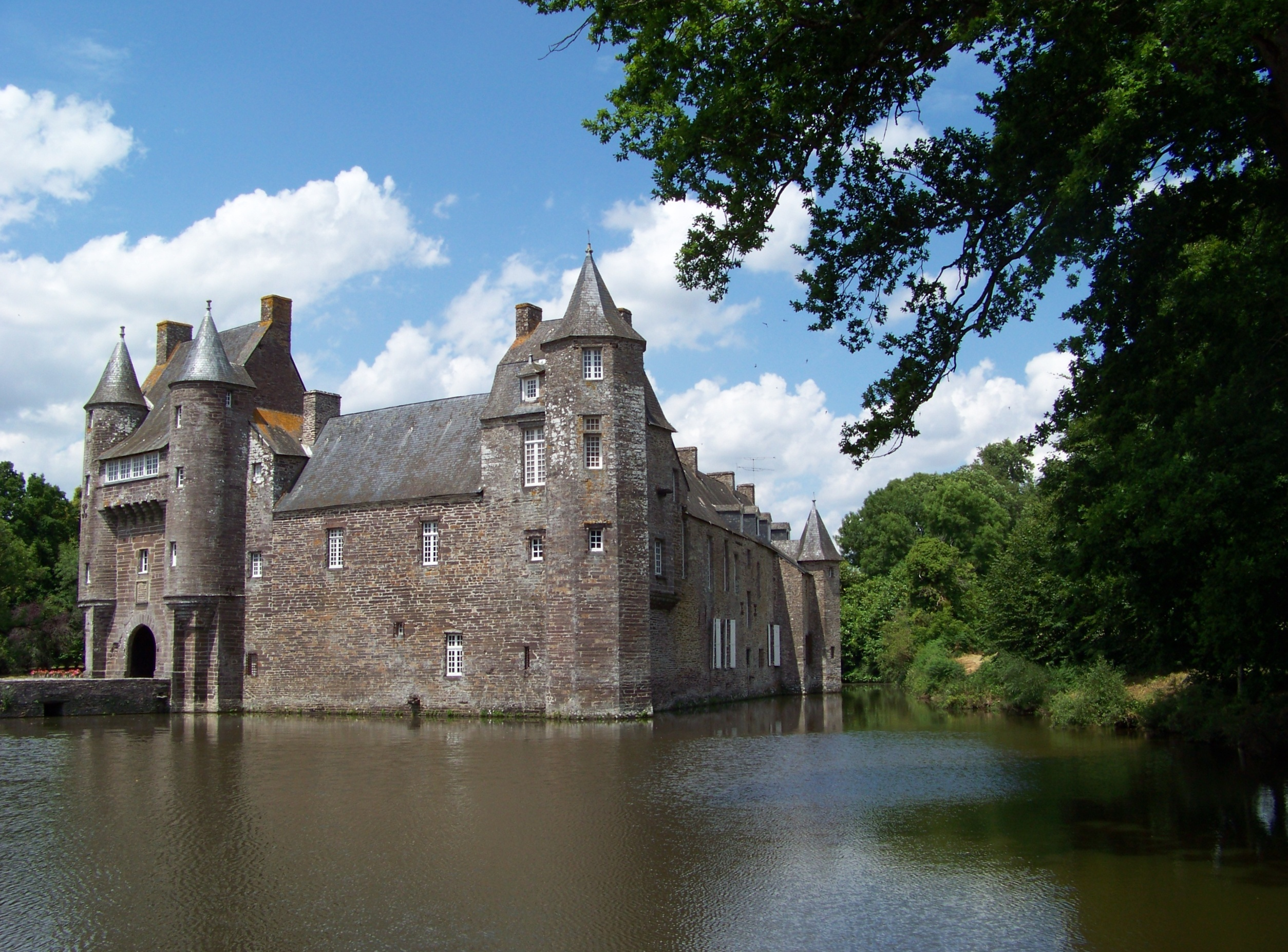
Château de Trécesson em 2007

Localizado fora do vilarejo e da floresta, imediatamente em sua extensão para o sudoeste, esse castelo foi reconstruído em seu estado atual no século XV. A mais famosa das lendas associadas a ele é a da Mariée de Trécesson (do tipo "mulher de branco"), que, incomum para a região, não tem conexões arturianas, mas parece ser inspirada em uma história real.

#### Estação biológica
A estação biológica de Paimpont, subordinada à Universidade de Rennes, foi construída em 1966-1967; seus prédios acomodam cerca de 70 pessoas. A floresta e seus ambientes variados fornecem uma estrutura para os cursos de biologia da universidade, bem como para estudantes e pesquisadores estrangeiros. Embora os primeiros pesquisadores tenham estudado extensivamente a ecologia, os solos e a hidrologia da charneca, outros trabalhos se referem a assuntos muito distantes do biótopo local, como o comportamento dos primatas.

### Sítios megalíticos

#### Hotié de Viviane
O Hotié de Viviane, também chamado de Maison de Viviane (lit. "Casa de Viviane") ou Tombeau des Druides (lit. "Túmulo dos Druidas"), é um círculo funerário de pedras que data de cerca de há 4 500 anos. Está localizado próximo ao Val sans retour e é conhecido por esse nome desde 1843.

#### Tombeau de Merlin

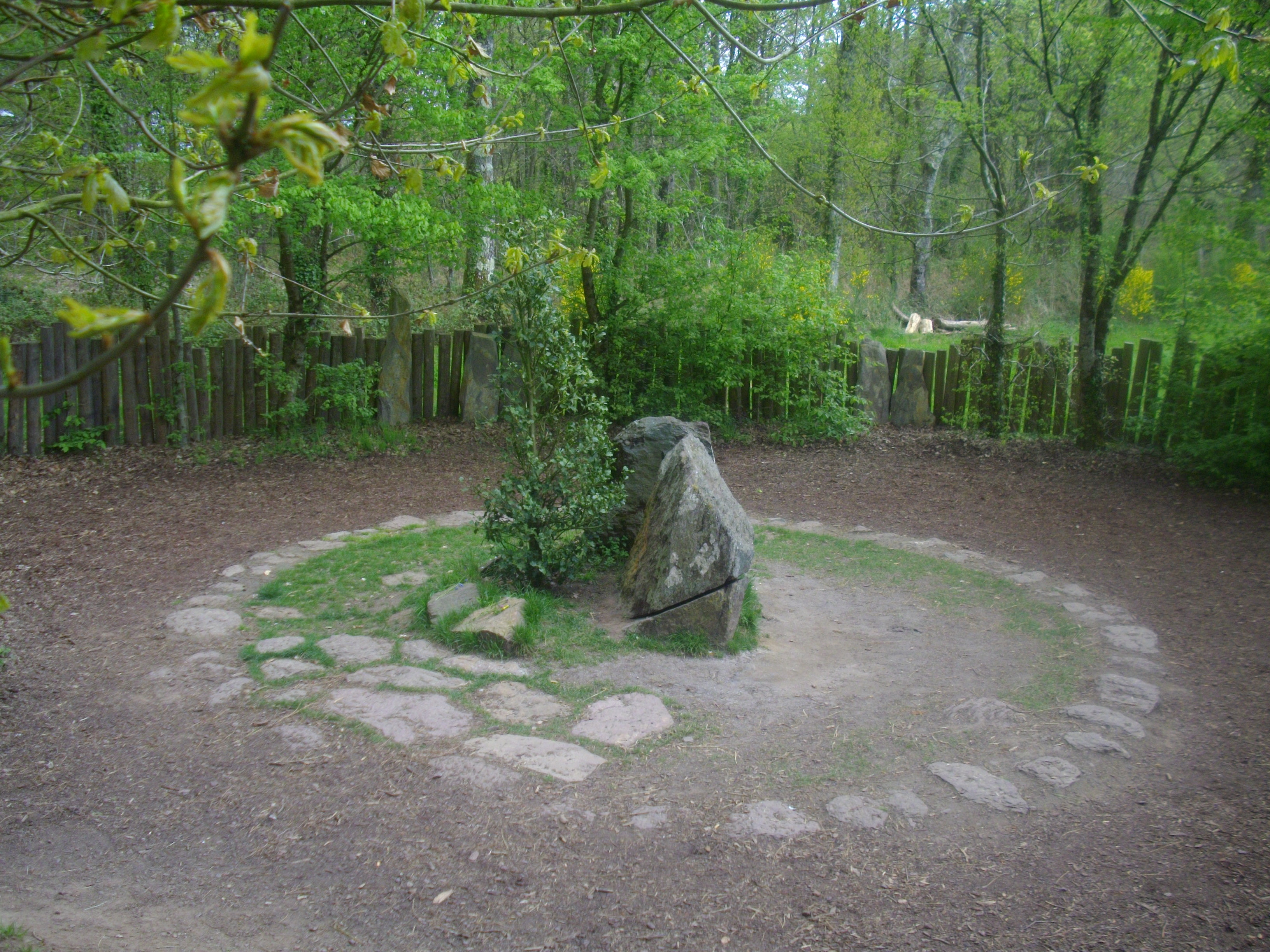
A Tumba de Merlin em 2009

Na parte norte da floresta está a "Tumba de Merlin", um resquício de uma estrutura de dólmen coberta do Neolítico. O local foi em grande parte destruído com dinamite por caçadores de tesouros depois de ter sido associado à figura arturiana de Merlin em 1889.

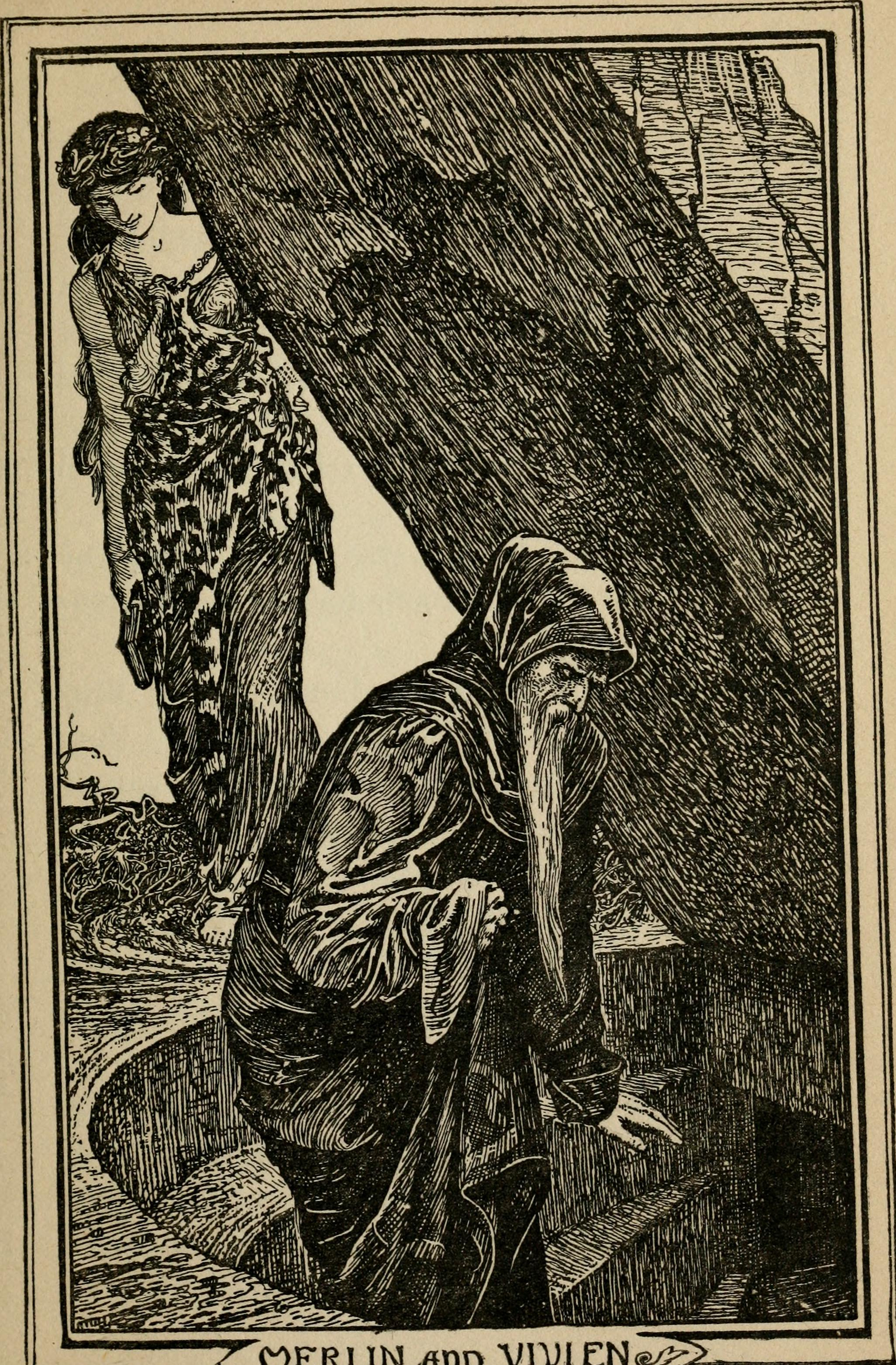
Merlin e Vivien, uma ilustração para Tales of the Round Table (Contos da Távola Redonda) de Andrew Lang

De acordo com a lenda, após seduzir Merlin, Viviane o aprisionou em uma prisão invisível e depois o trancou em uma tumba: Merlin, depois de se deitar em um poço, teve duas pedras enormes lançadas sobre ele. Atualmente, esse é um importante local de peregrinação neopagã. Os visitantes do local podem deixar flores e um bilhete para Merlin, muitas vezes com um desejo, ou algum tipo de objeto de devoção.
A Fontaine dite de Jouvence (lit. "Fonte da Juventude") é um poço de água próximo à Tumba de Merlin e também nas proximidades há uma árvore antiga conhecida como Chêne des Hindrés.

#### Tombeau du Géant
Esse túmulo consiste em quatro menires neolíticos originalmente erguidos há cerca de 5 000−4 500 anos, cada um com mais de quatro metros de comprimento e um metro de largura. Três menires foram reutilizados na Idade do Bronze, por volta de 2 000 a 1 500 a.C., como um cofre funerário; o quarto está no chão a cerca de dez metros de distância. Anteriormente coberto por um monte de terra, o local é apelidado de "Tumba de um Gigante" (Tombeau du Géant) por suas dimensões impressionantes. De acordo com a tradição local, é a tumba de um gigante derrotado pelos Cavaleiros da Távola Redonda. O Tombeau du Géant foi dado como completamente destruído pelo incêndio de 2022, mas foi de fato salvo pelos bombeiros, juntamente com as primeiras fileiras de árvores que o cercavam.

#### Jardim dos Monges
O Jardim dos Monges (Jardin aux moines}}, localizado em Néant-sur-Yvel, também chamado "Jardim das Tumbas" (Jardin aux tombes), é um túmulo megalítico que data de há 5 000 a 4 500 anos. É um dos muitos montes desse tipo presentes nessa região.

### Locais naturais

#### Val sans retour

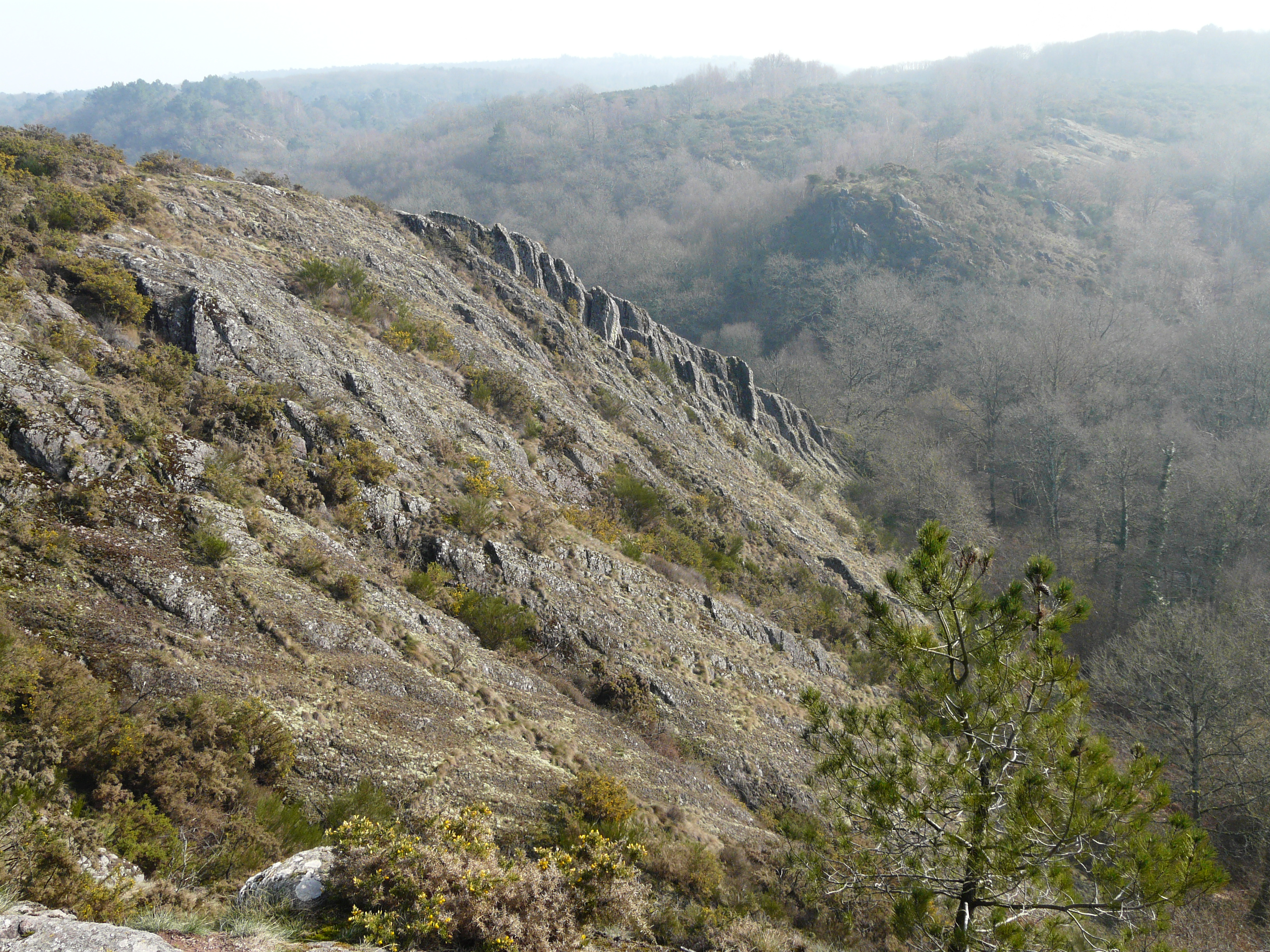
Uma visão geral do vale em 2017

O Val sans retour (lit. "Vale sem retorno") é o local turístico mais famoso da floresta, localizado perto de Tréhorenteuc, a oeste de Paimpont. É um vale íngreme escavado profundamente em xisto vermelho, cuja cor é resultado da oxidação do minério de ferro que ele contém. Durante o século XIX, havia duas localizações concorrentes do Vale na floresta, sendo que a outra ficava no vallée de la Marette, perto da Tumba de Merlin, e também incluía a localização inicial da Tumba de Viviane. Em 1896, Félix Bellamy decidiu que o Val sans retour foi o local que inspirou o autor anônimo do século XIII a escrever o episódio do Vale em Lancelote-Graal.
De acordo com a tradição francesa da lenda arturiana, a fada Morgana, meia-irmã do Rei Artur, traída por seu amante, decidiu manter todos os cavaleiros infiéis como prisioneiros em um vale com esse nome. Somente Lancelote, fiel à Rainha Guinevere, conseguiu quebrar o feitiço, escapar e libertar os cavaleiros cativos.
No alto do Vale, o rocher des Faux-Amants (lit. "Rocha dos falsos amantes") é o local onde se diz que a fada Morgana transformou em pedra o amante que a traiu. Outro local é o Siège de Merlin (lit. "Assento de Merlin"), uma rocha com vista para o vale.
Um lago que, desde a década de 1940, é conhecido como Miroir aux Fées (lit. "Espelho das Fadas") marca a entrada do Vale. Perto dali fica a Eglise du Graal (lit. "Igreja do Santo Graal"), uma igreja católica que apresenta imagens de Morgana e outros personagens arturianos associados ao Vale reimaginados como cenas de temática cristã, pintadas por dois artistas alemães prisioneiros de guerra após a Segunda Guerra Mundial, sob encomenda do padre local, Padre Henri Gillard.

#### Árvores notáveis

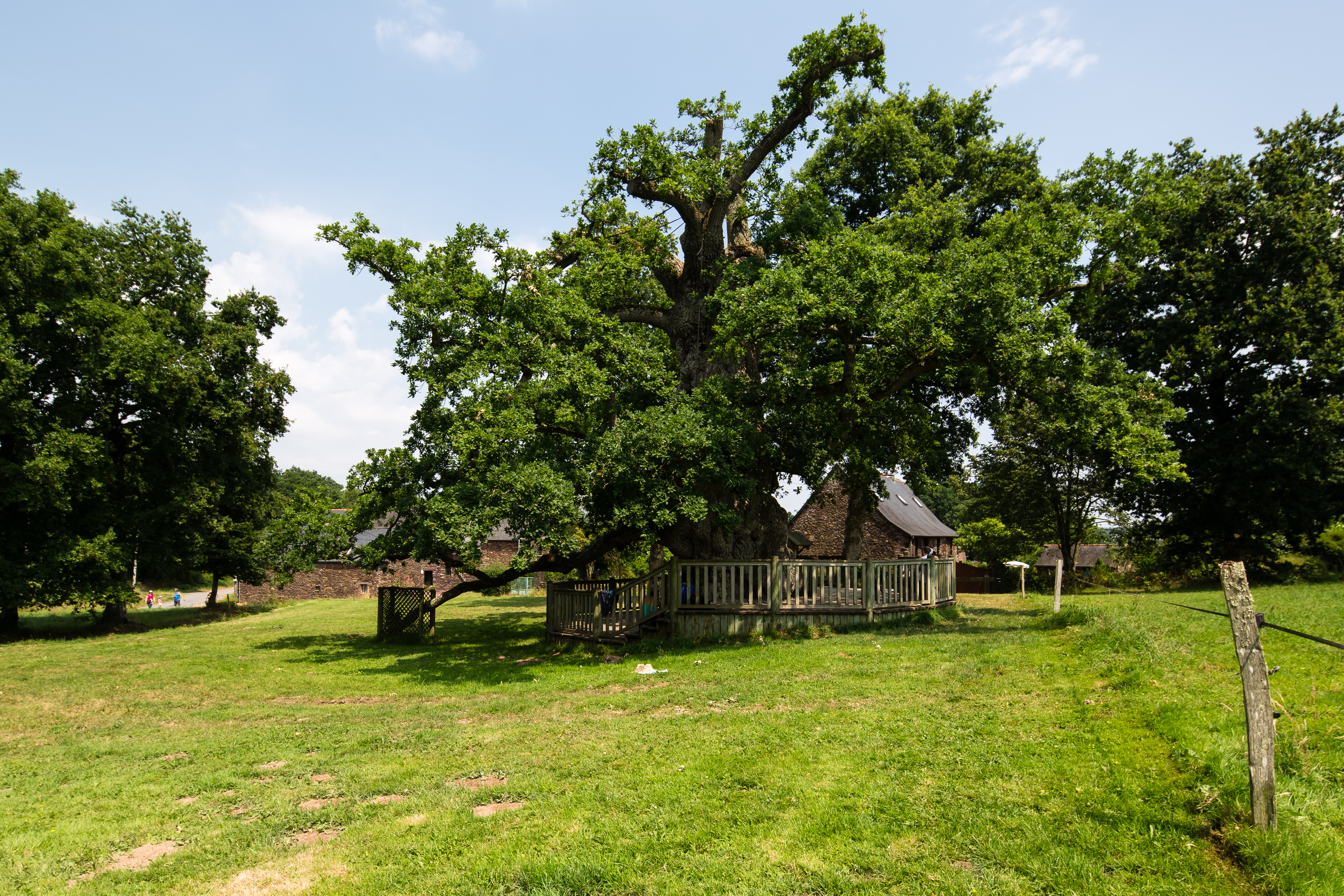
A chêne à Guillotin em 2013

A floresta de Paimpont contém várias árvores especiais. Uma delas é a hêtre de Ponthus ("faia de Ponthus"), associada à história de Pontus e Sidônia.
O mais famoso é um velho carvalho com cerca de 1.000 anos e mais de 9 metros de circunferência: o chêne à Guillotin ("carvalho de Guillotin"), localizado entre Concoret e Tréhorenteuc. De acordo com uma lenda local, um padre refratário chamado Pierre-Paul Guillotin refugiou-se ali durante a Revolução Francesa, continuou a administrar sacramentos e bênçãos na região e escreveu um valioso diário dos eventos revolucionários.

#### Fontaine de Barenton
A Fonte de Barenton (também conhecida como Berenton, Belenton ou Balenton) está localizada a oeste da floresta, perto do vilarejo de Folle-Pensée, e é de difícil acesso. Conforme citado na literatura medieval, e mantido até hoje, essa fonte ocasionalmente apresenta rosários de bolhas em sua superfície. O local foi associado pela primeira vez à lendária fonte de Brocéliande por Auguste Brizeux em 1836. Um costume local fazia com que homens e mulheres jovens visitassem a fonte em busca de casamento.
Foi nesse local que Ivain, conforme descrito por Chrétien de Troyes em Ivain, o Cavaleiro do Leão, desafiou o Cavaleiro Negro, guardião da fonte. De acordo com uma lenda posterior, foi também aqui que Merlin conheceu Viviane. A água dessa fonte tinha o poder de curar doenças mentais.